# Liste der Baudenkmale in Malk Göhren
In der Liste der Baudenkmale in Malk Göhren sind alle Baudenkmale der Gemeinde Malk Göhren (Landkreis Ludwigslust-Parchim) und ihrer Ortsteile aufgelistet (Stand: Januar 2021).

## Malk Göhren
| ID | Lage                      | Bezeichnung                                         | Beschreibung | Bild |
| -- | ------------------------- | --------------------------------------------------- | ------------ | ---- |
|    | Bergstraße 9 (Karte)      | Hallenhaus                                          |              |      |
|    | Friedensstraße 2 (Karte)  | Bauerngehöft mit Wohnhaus, Scheune und Stallscheune |              |      |
|    | Friedensstraße 14 (Karte) | Wohnhaus                                            |              |      |
|    | Friedensstraße            | Gefallenendenkmal 1914/18                           |              |      |
|    | Ludwigsluster Straße      | Gefallenendenkmal 1914/18 und 39/45                 |              |      |

## Liepe
| ID | Lage                 | Bezeichnung | Beschreibung | Bild |
| -- | -------------------- | ----------- | ------------ | ---- |
|    | Sandstraße 2 (Karte) | Bauernhaus  |              |      |

## Quelle
- Denkmallisten des Landkreises Ludwigslust-Parchim (Stand: September 2021)

- Karte mit allen Koordinaten:
- OSM |
- WikiMap